# 카타세 나나
카타세 나나(片瀬那奈, 1981년 11월 7일 ~ )는 일본 도쿄에서 태어난 일본의 배우, 가수이다.
1998년 JJ모델로 데뷔하였고, 1999년 드라마로 데뷔하였다. 취미는 스포츠, 독서, 피아노, 잘하는 것은 피아노, 댄스고, 서예 6단이다.

## 작품

### 드라마
2020년
- 사랑은 계속될 거야 어디까지나

2014년
- 익명탐정 2

2012년
- 개구리 왕녀님

2011년
- 외교관 쿠로다 코사쿠
- 사랑하는 일본어
- 벚꽃으로부터의 편지: AKB48 각자의 졸업 이야기
- 미남이시네요
- 아라카와 언더 더 브릿지

2010년
- 울지 않기로 결심한 날
- 프로골퍼 하나
- 해머 세션!
- 사채꾼 우시지마

2009년
- 노래 오빠
- 고스트 프렌즈
- 여기는 잘나가는 파출소

2008년
- 너 범인 아니지?
- 호카벤
- 블러디 먼데이
- 룸 오브 킹
- 소아구명

2007년
- 망나니 엄마

2006년
- 고바야카와 노부키의 사랑
- 철판소녀 아카네!

2005년
- 기분이 안좋은 진
- 이혼변호사2
- 황혼이혼

2004년
- 라스트 크리스마스(ラストクリスマス, 후지)

2002년
- - 프리티걸(プリティガ-ル, TBS)

2001년
- - 속도위반결혼(できちゃった結婚, 후지)
  - 2001년 남자운(2001年のおとこ運, 후지)

- 2000년
  - 신주쿠폭주구급대(新宿暴走救急隊, NTV)
  - 정말 있었던 무서운 이야기2(ほんとにあった怖い話2,후지)
  - 플라이(FLY, NHK)

1999년
- 얼음의 세계(氷の世界, 후지)
- 천국의 키스(天國のKiss, ANB)
- GTO드라마스페셜(GTOドラマスペシャル, 후지)
- 미소녀H2 스페셜~ 졸업여행 (美少女H2スペシャル~卒業旅行, 후지)
- 미소녀H2~마지막 데이트(美少女H2~最後のデ-ト, 후지)

## 음반

### 싱글
- 1st : Galaxy
- 2nd : Babe
- 3rd : Necessary
- 4th : ミ アモ-レ (Meu amore...)
- 5th : 禁斷のテレパシ-

### 앨범
- 1st : Telepathy
- 2nd : Extended

### 베스트 앨범
- RELOADED 〜Perfect Singles〜

### DVD
- RELOADED 〜Perfect Visuals〜